# Гломел
Гломел (фр. Glomel) насеље је и општина у северозападној Француској у региону Бретања, у департману Приморје која припада префектури Генган.
По подацима из 2011. године у општини је живело 1401 становника, а густина насељености је износила 17,53 становника/km². Општина се простире на површини од 79,93 km². Налази се на средњој надморској висини од 295 метара (максималној 307 m, а минималној 134 m).

## Демографија
| 1962. | 1968. | 1975. | 1982. | 1990. | 1999. | 2011. |
| ----- | ----- | ----- | ----- | ----- | ----- | ----- |
| 1.724 | 2.044 | 1.756 | 1.534 | 1.457 | 1.460 | 1.401 |

График промене броја становника у току последњих година